# Poesía (película)
Poesía (en coreano: 시; Shi) es una película surcoreana de 2010 escrita y dirigida por Lee Chang-dong.

## Sinopsis
Cuenta la historia de una mujer de 65 años que trabaja aún y además convive con su  nieto adolescente. Ella comienza a interesarse por la poesía y, luego de un examen médico, le diagnostican el mal de Alzheimer.

## Producción
El director se basó en un hecho real de una muchacha violada por un grupo de chicos, y escribió el guion especialmente para la actriz Yoon Jeong-hee, estrella de cine en los años 1960 y 1970.
El rodaje comenzó el 25 de agosto de 2009 en las provincias de Gyeonggi-do y Gangwon y la película se estrenó el 13 de mayo de 2010.

## Elenco
- Yun Jeong-hee es Yang Mija.
- Lee David es Jong-wook.
- Kim Hira es Mr. Kang
- Ahn Nae-sang es el padre de Ki-beom
- Park Myeong-sin es la madre de Heejin.

## Premios
Fue galardonada con el Premio del Festival de Cannes al mejor guion en 2010 y los Grand Bell Awards a mejor película y actriz.